# 高能瞬態探測器1號
高能瞬態探測器1號（High Energy Transient Explorer 1、HETE-1）是美國太空總署的一顆天文衛星，同時有國際參與（主要是日本和法國），也是探索者計畫一部分。1996年11月4日，高能瞬態探測器1號搭載飛馬座運載火箭升空。

## 歷史
1981年，在加州聖克魯斯舉行的伽馬射線暴會議上，討論對伽馬射線暴進行多波長觀測的衛星概念。1986年，麻省理工學院領導的國際團隊首次提出了高能瞬態探測器概念。這個被採納的概念強調精確定位和多波長覆蓋為任務的主要科學目標，最終解決伽馬射線爆發之謎。
1996年11月4日17:08:56 UTC，高能瞬態探測器1號與阿根廷衛星SAC-B從瓦洛普斯飛行設施3號發射。飛馬座運載火箭順利進入預計軌道，但由於無法展開太陽能板，高能瞬態探測器1號在發射幾天後就斷電了。

## 儀器
高能瞬態探測器1號的儀器補充包括四個寬視場伽馬射線探測器，由法國圖盧茲的CESR提供。寬視野編碼孔徑X射線成像儀，由洛斯阿拉莫斯國家實驗室和日本東京理化學研究所合作提供。四台廣角近紫外線CCD相機由麻省理工學院太空研究中心提供。